# ТЕС Квінана
ТЕС Квінана – теплова електростанція на заході Австралії.
У складі класичної конденсаційної електростанції ввели в дію три черги:
- у 1970 та 1971 роках стала до ладу Квінана А з двома паровими турбінами потужністю по 120 МВт;
- в 1973 та 1974 роках запустили два блоки Квінана В так само з паровими турбінами потужністю по 120 МВт;
- у 1976 та 1978 роках ввели в дію Квінана С, обидва блоки якої мали парові трубіни по 200 МВт.
Крім того, в 1972-му для покриття пікових навантажень запустили газову турбіну потужністю 20 МВт.
В 2008 році вивели з експлуатації Квінана В, за якою в 2010-му зупинили Квінана А, а в 2015-му те саме відбулось з Квінана С. Натомість в 2014-му ввели в дію дві встановлені на роботу у відкритому циклі газові турбіни потужністю по 100 МВт, які мають паливну ефективність на рівні 46%.
Первісно основним паливом для станції обрали нафту, втім, на тлі стрімкого зростання її ціни блоки Квінана А та С перевели на вугілля. Наприкінці 1980-х до регіону по трубопроводу Дампір – Банбері подали природний газ, який могли споживати всі черги. В 2005-му ТЕС повернули можливість працювати на нафті.
Для видалення продуктів згоряння парових котлів використовували три димаря, два з яких були заввишки по 140 метрів, тоді як димар Квінана С досягав 189 метрів.
Для охолодження використовували морську вода.
Видача продукції відбувається під напругою 330 кВ та 132 кВ.